# Higashi-ku (Sakai)
Pour les articles homonymes, voir Higashi-ku.
Higashi (東区, Higashi-ku, litt. « arrondissement Est ») est l'un des sept arrondissements de la ville de Sakai au Japon.

## Géographie

### Situation
L'arrondissement de Higashi-ku est situé à l'est de la ville de Sakai, dans la région du Kansai. L'arrondissement est limitrophe des arrondissements de Naka-ku (à l'ouest), Kita-ku (au nord) et de Mihara-ku (à l'est). Au sud, se trouve la ville de Ōsakasayama.

### Démographie
En 2015, l'arrondissement rassemblait 85 267 habitants sur une superficie de 10,49 km2, ce qui fait une densité de population de 8 138 hab./km2.

## Personnes célèbres liées à l'arrondissement
- Takahiro Ogihara, footballeur ;
- Chiemi Hori, actrice japonaise.

## Transports
L'arrondissement est desservi par la ligne Kōya de la compagnie Nankai Electric Railway aux gares de Hatsushiba (NK61), Hagiharatenjin (NK62) et Kitanoda (NK63).

La ligne Kōya dans Higashi-ku
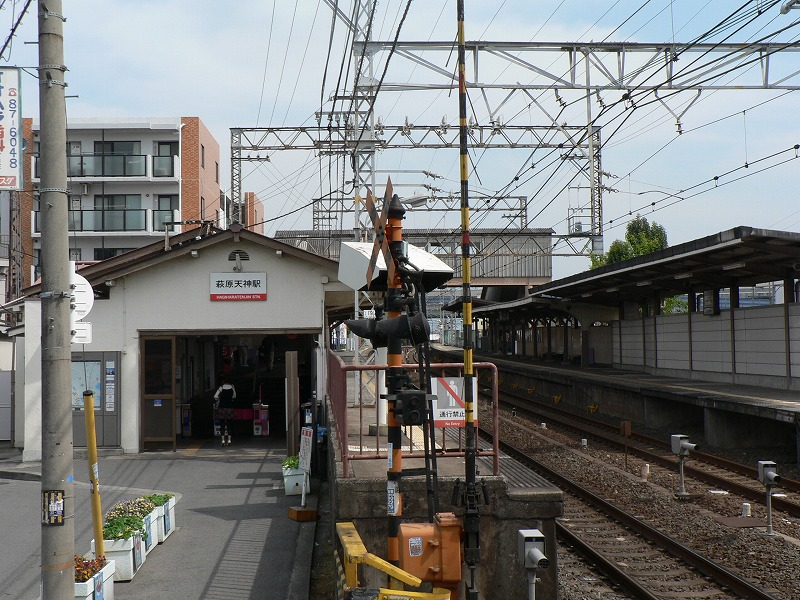
Station(NK62) Hagiharatenjin.
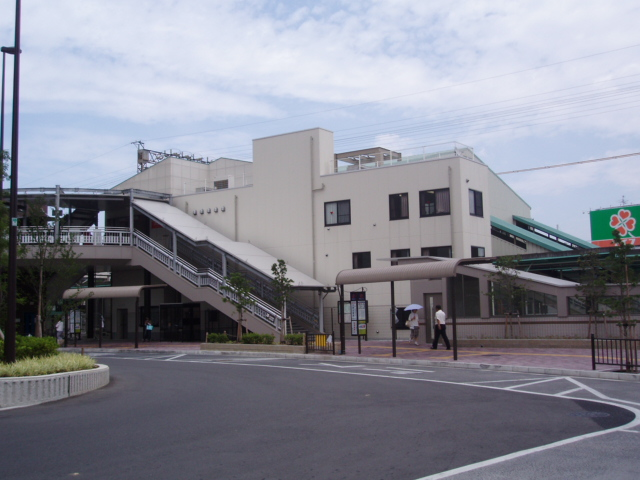
Station(NK63) Kitanoda.
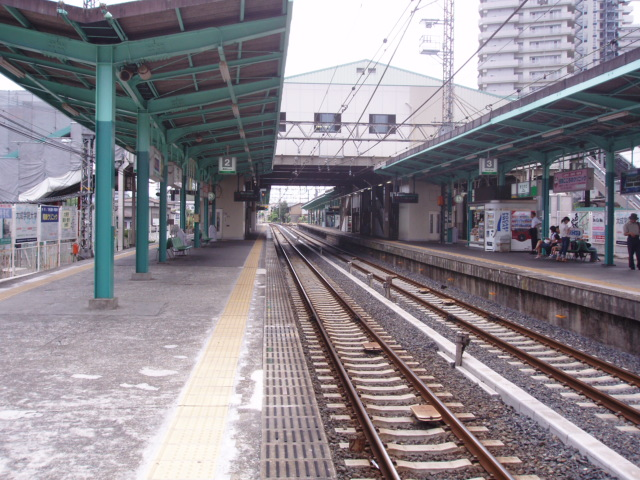
Station(NK63) Kitanoda.